# 에드워드 맥다월

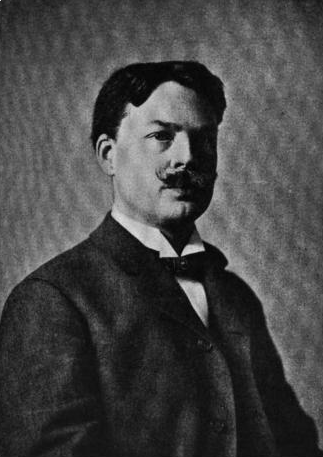
에드워드 맥다월

에드워드 알렉산더 맥다월(영어: Edward Alexander MacDowell, 1860년 12월 18일~1908년 1월 23일)은 미국의 후기 낭만주의 작곡가이자 피아니스트다.

## 생애
8세부터 피아노를 배워 1877년 파리 음악원에 입학하였고 1878년 니콜라이 루빈슈타인이 파리 박람회에서 차이콥스키의 피아노 협주곡을 연주하는 것을 듣고 감동해 이듬해 프랑크푸르트 음악원에 입학했다. 교장 요아힘 라프에게 작곡을 배웠으며 1881년에는 카를 하이만(Carl Heymann: 1854~1922)의 추천으로 다름슈타트의 음악원에서 교사로 근무했다. 맥다월은 1888년 귀국할 때까지 유럽에서 활동했으며 1882년 프란츠 리스트가 그의 곡을 연주했을 만큼 명성을 떨쳤다. 귀국 후 보스턴 교향악단의 정기연주회 때 자작의 피아노 협주곡 제2번을 초연하여 호평을 받았다. 그 뒤 컬럼비아 대학교에서 음악교수로 근무하였으나 1902년 마차에 치이는 사고를 당한 뒤로 만년에는 뇌연화(腦軟化)로 폐인과 같은 비참한 생애를 보냈다.

## 작품 세계
그는 독일 후기 낭만주의 음악의 영향을 많이 받았다. 《숲의 정경 작품번호 51》에서 몇몇 악장은 뉴잉글랜드의 황무지를 인상주의 기법으로 묘사했으며, 다른 부분에는 미국 남부와 원주민 음악에서 온 요소들도 있다. 《피아노 협주곡 2번 라단조 작품번호 23》는 프란츠 리스트, 에드바르 그리그, 카미유 생상스 등의 피아노 협주곡과 비슷한 점이 있으며, 이 작품은 미국인이 쓴 첫 번째 주요한 피아노 협주곡으로 평가받는다.

## 주요 작품

### 관현악곡
- 햄릿과 오필리어 작품번호 22(1885)
- 랜슬롯과 일레인 작품번호 25(1888)
- 라미아 작품번호 29(1888)
- 로널드의 노래에 따른 두 개의 단편(또는 사라센인과 아름다운 알다) 작품번호 30(1891)
- 첫 번째 모음곡 작품번호 42(1891~93)
- 두 번째 모음곡 '원주민[인디언]' 작품번호 48(1897)

### 협주곡
- 피아노 협주곡 1번 가단조 작품번호 15(1885)
- 로망스 작품번호 35(첼로와 관현악, 1888)
- 피아노 협주곡 2번 라단조 작품번호 23(1890)

### 피아노곡
- 첫 번째 현대 모음곡 작품번호 10(1883)
- 전주곡과 푸가 작품번호 13(1883)
- 두 번째 현대 모음곡 작품번호 14(1883)
- 6개의 괴테 전원시 작품번호 28(1887)
- 6개의 하이네 시 작품번호 31(1887, 1901)
- 연주회용 연습곡 작품번호 36(1889)
- 12개의 연습곡 작품번호 39(1890)
- 소나타 1번 사단조 '비극' 작품번호 45(1893)
- 12개의 명연습곡 작품번호 46(1894)
- 아리아와 리고동 작품번호 49(1894)
- 소나타 2번 사단조 '영웅' 작품번호 50(1895)
- 숲의 정경 작품번호 51(1896)
- 바다 소품 작품번호 55(1898)
- 소나타 3번 라단조 '노르드' 작품번호 57(1900)
- 소나타 4번 '켈트' 작품번호 59(1901)
- 난롯가에서 작품번호 61(1902)
- 뉴잉글랜드 전원시 작품번호 62(1902)

### 가곡
- 오래된 정원으로부터 작품번호 26(1887)
- 2개의 노래 작품번호 34(1889)
- 6개의 사랑 노래 작품번호 40(1890)
- 8개의 노래 작품번호 47(1893)
- 2개의 오래된 노래 작품번호 9(1894)
- 3개의 노래 작품번호 33(1894)
- 4개의 노래 작품번호 56(1898)
- 3개의 노래 작품번호 58(1899)
- 3개의 노래 작품번호 60(1902)

### 합창
- 3개의 노래 작품번호 27(1890)
- 2개의 노래 작품번호 41(1890)
- 2개의 북쪽 노래 작품번호 43(1891)
- 뱃노래 작품번호 44(1892)
- 3개의 합창 작품번호 52(1897)
- 2개의 합창 작품번호 53(1898)
- 2개의 합창 작품번호 54(1898)

## 관련 논문
- 황연숙, 〈E.맥도웰의 〈숲속의 정경(Woodland Sketches), Op.51〉의 악곡분석과 지도방안〉, 이화여자대학교 실용음악학과 석사학위 청구논문, 2003년
- 양지, 〈안데르센 문학 소재를 반영한 맥도웰(E. MacDowell)의 피아노 듀엣 《달 그림들, Op. 21》의 음악적 내면성〉, 《이화음악논집》 23-3, 이화여자대학교 음악연구소, 2019년

## 참고 문헌
- 편집부, 《최신 명곡해설》, 세광아트, 1992, ISBN 89-03-22101-X